# Krabsalade
Krabsalade is een bereiding die meestal wordt gebruikt als broodbeleg. Krabsalade wordt gemaakt met stukjes krab, 
ei, sjalot, cayennepeper en mayonaise.
In vele gevallen bevat krabsalade geen krab, maar surimi. Dit is vlees afkomstig uit gemalen en in repen geperste vis, waaraan smaak-, geur- en kleurstoffen zijn toegevoegd om het product op krab te laten lijken. 
Krabsalade is in uiteenlopende kwaliteiten kant-en-klaar verkrijgbaar in de handel, en wordt op een broodje aangeboden in broodjeszaken.